# Wałentyn Moskwin
Wałentyn Arturowycz Moskwin, ukr. Валентин Артурович Москвін, ros. Валентин Артурович Москвин, Walentin Arturowicz Moskwin (ur. 4 maja 1968 w Iwano-Frankiwsku, Ukraińska SRR) – ukraiński piłkarz, grający na pozycji napastnika, reprezentant Ukrainy, trener piłkarski.

## Kariera piłkarska

### Kariera klubowa
W 1985 rozpoczął karierę piłkarską w Prykarpattia Iwano-Frankiwsk. W 1988 był zaproszony do Dnipra Dniepropietrowsk. Zostawił ślad w historii Dnipra jako piłkarz, który strzelił ostatniego gola w Mistrzostwach ZSRR. W sezonie 1993/1994 występował w izraelskim klubie Hapoel Kefar Sawa, po którym wrócił do Dnipra Dniepropietrowsk. Kiedy nastąpił kurs omłodzenia składu w 1996 był zmuszony przejść do Krywbasa Krzywy Róg, w którym w 1997 zakończył karierę piłkarską w wieku 29 lat. W Mistrzostwach ZSRR rozegrał 25 meczów, strzelił 2 gola, w Mistrzostwach Ukrainy rozegrał 114 meczów, strzelił 14 goli.

### Kariera reprezentacyjna
W 1986 w składzie juniorskiej reprezentacji ZSRR został zwycięzcą Memoriału Granatkina.
28 października 1992 zadebiutował w reprezentacji Ukrainy w spotkaniu towarzyskim z Białorusią zremisowanym 1:1. To był jego jedyny mecz reprezentacyjny.

## Kariera trenerska
Po zakończeniu kariery zawodniczej rozpoczął pracę trenerską. Był na stanowisku wicedyrektora Szkoły Piłkarskiej „Spartak Iwano-Frankiwsk”, pracował w klubach Prykarpattia Iwano-Frankiwsk i Fakeł Iwano-Frankiwsk. Trenuje dzieci rocznika 1991 w SDJuSSzOR „Prykarpattia Iwano-Frankiwsk”.

## Sukcesy i odznaczenia

### Sukcesy klubowe
- wicemistrz Ukrainy: 1993
- brązowy medalista Mistrzostw Ukrainy: 1992, 1995, 1996
- finalista Pucharu Ukrainy: 1995

### Odznaczenia
- tytuł Mistrza Sportu ZSRR: 1989